# Rhododendron barkamense
Rhododendron barkamense là một loài thực vật có hoa trong họ Thạch nam. Loài này được D.F. Chamb. miêu tả khoa học đầu tiên năm 1982.